# Babyloniska skökan

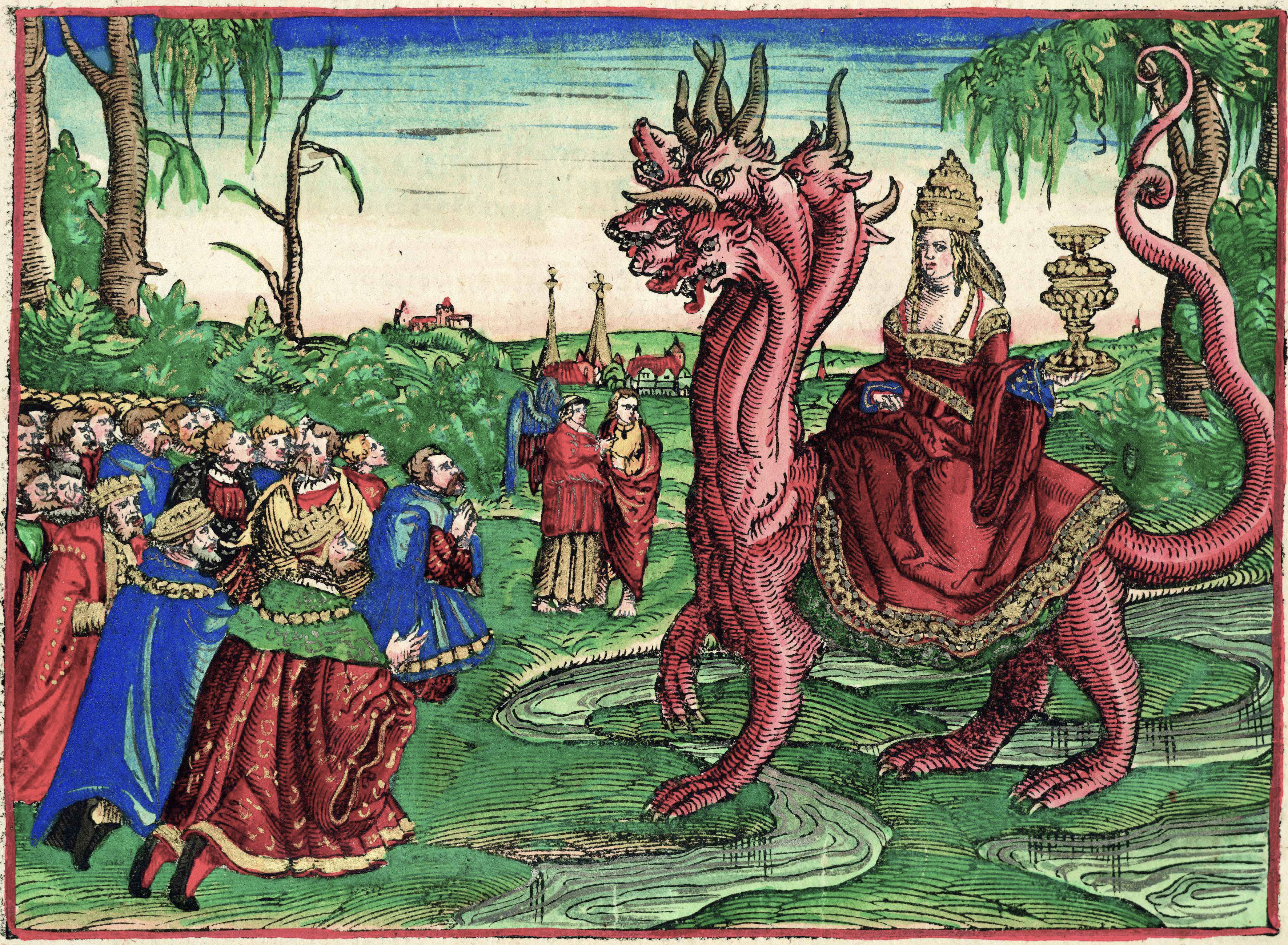
Färgvariant av illustration ur Luther-Bibeln.

Babyloniska skökan eller Babyloniska horan är en allegorisk symbol för ondska ur Nya Testamentet i Bibeln. Hon nämns i Uppenbarelsebokens sjuttonde kapitel. Det har antagits att den babyloniska skökan i Uppenbarelseboken syftar på romarriket. Martin Luther övertog uttrycket och syftade då på den katolska kyrkan under påven; en tolkning som senare använts av diverse protestanter. Senare rörelser har även använt begreppet och syftat på en alltför förvärldsligad kyrka.